# ストーロ
ストーロ（イタリア語: Storo）は、イタリア共和国トレンティーノ＝アルト・アディジェ州トレント自治県にある、人口約4,600人の基礎自治体（コムーネ）。

## 地理

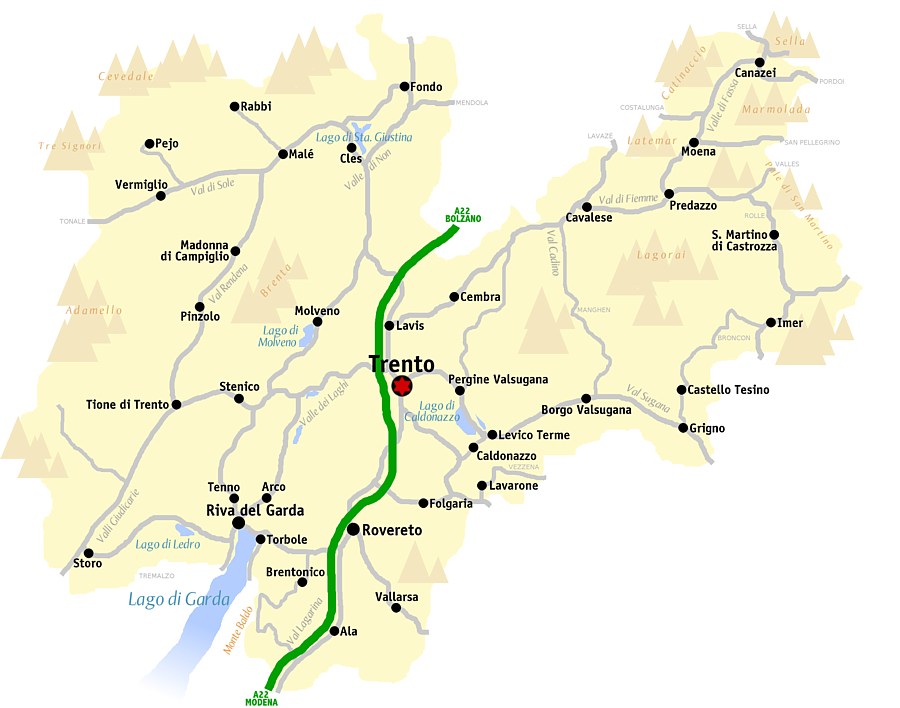
トレント県概略図

### 位置・広がり
トレント自治県南西部のコムーネ。ティオーネ・ディ・トレントから南南西へ23km、県都トレントから西南西へ49kmの距離にある。

#### 隣接コムーネ
隣接するコムーネは以下の通り。括弧内のBSはブレシア県所属を示す。
| - バゴリーノ (BS) - ボンドーネ - ボルゴ・キエーゼ (ブリオーネ、コンディーノ) - レードロ |

## 行政

### 分離集落
ストーロには、以下の分離集落（フラツィオーネ）がある。
- Cà Rossa, Darzo, Lodrone, Riccomassimo

### Comunita di valle
トレント自治県が設置した広域行政組織 Comunita di valle 「ジュディカリエ」 (it:Comunita delle Giudicarie)  （事務所所在地: ティオーネ・ディ・トレント）に属する。